# Славиша Стоянович
Славиша Стоянович (р. 6 декември 1969) е словенски футболен треньор и бивш футболист, защитник. Като треньор е печелил първенството на Словения два пъти с Домжале и е ставал шампион на Сърбия веднъж с Цървена звезда.

## Професионална кариера
Славиша Стоянович играе в редица словенски тимове от 1989 до 2001 г. Старши треньор на редица отбори в Словения и в Европа, треньор на ПФК Левски от 2018 до 2019 г. През 2020 г. се завръща отново в Левски (София), като треньор и спортен директор.

## Успехи

### Треньорска кариера

#### НК Домжале
- Шампион на Словения (2) : 2006-07, 2007-08
- Суперкупа на Словения: 2007

#### Цървена звезда
- Шампион на Сърбия : 2013-14